# Bernd Martin (Ökonom)
Bernd Martin (* 25. November 1949 in Landsberg am Lech) ist ein deutscher Wirtschaftspädagoge, er war bis 2013 Rektor der DHBW Lörrach und langjähriger Vorsitzender der Direktorenkonferenz der Berufsakademien in Deutschland.

## Biographie
Martin besuchte zunächst die Schule in Landsberg und wechselte später in die Heimschule St. Landolin in Ettenheim, wo er sein Abitur 1971 erwarb.
Das anschließende Studium der Wirtschaftswissenschaften und Wirtschaftspädagogik an der Freien Universität Berlin schloss er 1977 mit der Prüfung zum Diplom-Volkswirt und Diplom-Handelslehrer ab. Es folgte eine Assistentenzeit beim Wirtschaftshistoriker Wolfram Fischer. Mit seiner Dissertation zum Thema Die Eisen- und Stahlindustrie im Deutschen Zollverein 1850–1914 wurde er im Jahr 1982 zum Dr. rer. pol. promoviert.
Von 1982 bis 1987 war er Verkaufsleiter beim Pharmakonzern Merck. Es folgten Funktionen als Geschäftsführer in Groß- und Außenhandelsunternehmen.
1991 wurde Martin als Professor für Wirtschaftswissenschaften an die damalige Berufsakademie Lörrach berufen. Von 1993 bis 1997 war er Stellvertretender Direktor, von 1997 bis 2009 Direktor und von April 2009 bis April 2013 war er Rektor dieser Dualen Hochschule, die im Dreiländereck Deutschland-Frankreich-Schweiz liegt.
Bernd Martin wurde 2002 zum Vorsitzenden der Direktorenkonferenz der Berufsakademien in Baden-Württemberg und gleichzeitig der Bundesrepublik Deutschland gewählt. Während er den Vorsitz in Deutschland  2007 abgab, behielt er diesen in Baden-Württemberg bis zur Einrichtung der Dualen Hochschule Baden-Württemberg.
Seit 2005 führt er den Vorstand der Association for Cooperative University Education (ACU) und Member of the Board of Governors WACE, Boston.
Seit April 2016 führt Bernd Martin die Grünen-Fraktion im Lörracher Kreistag.

## Wichtigste Arbeitsgebiete
- Seine Lehr- und Forschungsschwerpunkte liegen in Handelsmarketing, Distributionspolitik, Standortmanagement, Ökologische Unternehmensführung und in Unternehmensplanspielen.
- Er ist Kreisvorsitzender der Grünen und deren Fraktionsvorsitzender im Kreistag Lörrach.[2]